# スティニャーノ
スティニャーノ（イタリア語: Stignano）は、イタリア共和国カラブリア州レッジョ・カラブリア県にある、人口約1,400人の基礎自治体（コムーネ）。

## 地理

### 位置・広がり

#### 隣接コムーネ
隣接するコムーネは以下の通り。
- カミーニ
- カウローニア
- パッツァーノ
- プラカーニカ
- リアーチェ
- スティーロ

## 行政

### 分離集落
スティニャーノには、以下の分離集落（フラツィオーネ）がある。
- Barda, Colture, Favaco, Sala, Sanfili, Scinà, Simonello, Stignano Mare